# Semljicola lapponicus
Semljicola lapponicus là một loài nhện trong họ Linyphiidae.
Loài này thuộc chi Semljicola. Semljicola lapponicus được Herman Theodor Holm miêu tả năm 1939.